# Patrik Auda
Patrik Auda (* 29. srpna 1989 Ivančice) je český basketbalista, v současné době hrající za japonský klub Yokohama B-Corsairs. Je také českým reprezentantem, zúčastnil se mimo jiné letních olympijských her 2020 v Tokiu.